# Rudolf Pedersen
Rudolf Pedersen (ur. 18 listopada 1934 w Kopenhadze) – duński zapaśnik walczący w stylu klasycznym. Olimpijczyk z Rzymu 1960, gdzie zajął siedemnaste miejsce, w kategorii do 62 kg.
Mistrz Danii z 1957, 1960; drugi w 1959; trzeci w 1954, 1956 i 1958 roku.

## Letnie Igrzyska Olimpijskie 1960
| Konkurencja          | Rundy eliminacyjne        | Rundy eliminacyjne     | Rundy eliminacyjne     | Klas. końcowa |
| Konkurencja          | Przeciwnik I              | Przeciwnik II          | Przeciwnik III         | Miejsce       |
| -------------------- | ------------------------- | ---------------------- | ---------------------- | ------------- |
| 62 kg styl klasyczny | Kazimierz Macioch (POL) Z | Roger Mannhard (FRA) P | Umberto Trippa (ITA) P | 17.           |